# Venturia tezcatlipocai
Venturia tezcatlipocai är en stekelart som beskrevs av David B. Wahl 1984. Venturia tezcatlipocai ingår i släktet Venturia och familjen brokparasitsteklar. Inga underarter finns listade i Catalogue of Life.